# 奥特出光人
超人出光人（日语：ウルトラ出光人，平假名：ウルトラいでみつじん）是圆谷株式会社为出光兴产（公司）制作的广告。制作的系列CM。2007年1月出光兴产系列电视广告播出。2007年1月13日—3月10日连载了Web Comic（web影片）全5话（包含序幕篇是6话）。

## 概要
安心的使者超人力霸王霍托（ウルトラマンHotto）、活力的使者超人力霸王莫托（ウルトラマンMotto）、满足的使者超人力霸王基托（ウルトラマンKitto）被设定出生在Z95星云光之国。宇宙人在地球上横行霸道，这让三个超人十分愤怒，于是他们变身为研究员，保卫地球的和平。

## 设定

### 安心的使者超人力霸王霍托
平时在服务站工作的超人，他的擅长技能是热情光线。网络版最终话登场。

### 活力的使者超人力霸王莫托
平时在出光兴产中央研究所和化学开发中心工作的超人。他的擅长技能是努力光线。网络版每一话都会登场。

### 满足的使者超人力霸王基托
主要活动场所无。擅长技能是围绕光线和坚定光线。第三话登场，和超人力霸王莫托一起开发了新技术有机EL闪光

## 电视广告篇
- 登场篇
- 在这里篇
- 制品篇
- 购物篇
- 高尔夫篇
- 驾驶篇
- 农业生物篇
- 抗菌篇
- 有机EL篇

## 网络版
括号外是篇名，括号内是登场怪兽。
- 序幕
- 1、堕ちた果実（腐敗細菌・灰色カビキング）
- 2、消滅10秒前（ミクロ星人・ミゾルン）
- 3、暗黒列島（闇将軍・ダークール）
- 4、乾燥からの脱出（吸水怪虫・デッザートン）
- 5、宇宙からの届け物（最終話）（食物星雲・ゼリーン）

## 视频观看
- 电视广告 （页面存档备份，存于）
- 网络篇